# ناحیه بیک کریک، میشیگان
ناحیه بیک کریک (به انگلیسی: Bear Creek Township) یک منطقهٔ مسکونی در ایالات متحده آمریکا است که در شهرستان امت، میشیگان واقع شده‌است.
 ناحیه بیک کریک  ۶٬۲۰۱ نفر جمعیت دارد و ۲۵۳ متر بالاتر از سطح دریا واقع شده‌است.